# 山田和広
山田 和広（やまだ かずひろ、1966年10月16日 - ）は、千葉県出身の元騎手・現調教助手。

## 来歴
1985年3月1日に騎手免許を取得し、競馬学校1期生として栗東・坪正直厩舎からデビュー。以後、引退まで同厩舎に所属。同期には柴田善臣、石橋守、須貝尚介、田島裕和、林満明、武藤善則、岩戸孝樹、上籠勝仁、谷口一明らがいる。同2日の阪神第8競走5歳以上400万下・ジョーサンクトウス（18頭中16着）で初騎乗を果たし、5月6日の京都第7競走5歳以上400万下・ダービーパワフルで初勝利を挙げる。1年目に2桁の12勝を挙げ、同年から1988年まで4年連続2桁をマーク。2年目の1986年からは3年連続20勝台で、3年目の1987年には自己最多の25勝を挙げる。
1987年にサファイヤステークス・マルブツロンリーで重賞初勝利を挙げて以降、重賞12勝（うち1勝は地方交流重賞）は全て坪厩舎所属の馬であった。坪厩舎の重賞初勝利もマルブツロンリーであるが、坪厩舎の重賞勝利は全て山田が記録したものではなく、ジョービッグバンが勝った1999年の函館記念は田面木博公騎乗で記録している。この時のジョービッグバンのハンデが50kgであったことも影響しているが、相当前からブリリアントロードの騎乗が決定していたためこの日は騎乗しなかった。なお、この日の新聞コメントで山田は「ジョービッグバンがとてもよい。できればこっちに乗りたい」とコメントしている。
坪との師弟関係は競馬界での美しい師弟関係の象徴として示されることが多いが、この厩舎は基本的に山田の選択いかんでその他を決めていた。他に乗っていた騎手は、野元昭嘉、太宰啓介、武幸四郎、福永祐一と二世騎手が多かった反面、小屋敷昭や田面木という、山田所属以前に積極的に使っていた騎手も多かった。
1989年にはミスティックスターと5連勝でマイラーズカップを制し、安田記念ではバンブーメモリーの3着と好走。1991年にはジョーロアリングと4連勝で阪急杯を制したが、同年は3年ぶりの2桁となる13勝をマーク。1994年にはヤマニンフォックスで中日新聞杯を勝っているが、同馬は愛知杯3年連続2着（1993年 - 1995年）という記録の持ち主で、その内の2年は山田が騎乗している。1994年は3年ぶりの2桁で6年ぶりの20勝台となる22勝、1995年は2年連続2桁の13勝をマーク。1997年にはエイシンカチータを秋華賞でメジロドーベル・キョウエイマーチの3着に導き、同年から2000年まで4年連続2桁勝利を記録。1999年はブリリアントロードを殿人気ながら新潟大賞典制覇に導き、夏には新潟記念で8番人気ながらホッカイルソーやエイシンガイモンを破った。その後はダート交流重賞でも善戦するなど活躍し、2003年の函館・大沼ステークスではブービー人気でプリエミネンスを破った。1999年はテネシーガールでファンタジーステークスを制すと、阪神3歳牝馬ステークスでもヤマカツスズランの5着となり、最終的に同年は4年ぶりの20勝をマーク。2001年の高松宮記念ではテネシーガールを大外18番枠ながらマイペースで無理なく先行し、単勝16番人気という低評価に反発する3着と好走。その後はGIでも好走例がありながら勝ちきれない内容や、函館滞在中に骨膜炎を患った影響からセントウルステークスでも6番人気と評価を集めることができず、坪も「こんなものかな…」と自信をなくしていたが「熊（熊沢）の馬（1番人気カルストンライトオ）が思ったほど来なかった」（山田）ことから高松宮記念同様にマイペースで先行し、重賞2勝目を記録している。2000年にはジョービッグバンで関西馬ながら中山金杯を制すが、当時の東西金杯は同じ芝2000mで施行されており、関西馬が同競走を勝利したのは初めてのことであった。続く小倉大賞典にも勝利して坪の通算300勝に花を添え、GI初挑戦となった宝塚記念では単勝9番人気と低評価ながら、テイエムオペラオー・メイショウドトウに食い下がってクビ・クビの好勝負を演じ、ステイゴールド・グラスワンダーに先着する3着と健闘。
その後は減量苦などもあって低迷し、2002年には自己最低の4勝に終わる。2003年の鳴尾記念・ブリリアントロードが最後の重賞騎乗となるが、坪も最後の重賞出走となった。2004年1月11日の京都第8競走4歳以上500万下で単勝1.1倍の1番人気であったワールドサンボーイを逃げ切らせたのが最後の勝利となり、同馬で3着となった2月15日の京都第8競走4歳以上1000万下が最後の出走となった。同29日付で騎手を引退し、調教助手に転向。引き続き坪厩舎に所属するが、2005年に坪が定年により調教師を引退した後は鶴留明雄厩舎に移籍。スイープトウショウなどの調教を担当し、2012年2月に鶴留が定年引退後は、競馬学校で同期であった須貝尚介厩舎に移籍した。

## 騎手通算成績（中央競馬）
| 通算成績 | 1着 | 2着 | 3着 | 4着以下 | 騎乗回数 | 勝率 | 連対率 |
| -------- | --- | --- | --- | ------- | -------- | ---- | ------ |
| 平地     | 242 | 221 | 196 | 1798    | 2457     | .098 | .188   |
| 障害     | 0   | 0   | 0   | 1       | 1        | .000 | .000   |
| 計       | 242 | 221 | 196 | 1799    | 2458     | .098 | .188   |

|            | 日付          | 競馬場・開催  | 競走名               | 馬名               | 頭数 | 人気 | 着順 |
| ---------- | ------------- | ------------- | -------------------- | ------------------ | ---- | ---- | ---- |
| 初騎乗     | 1985年3月2日  | 1回阪神3日8R  | 5歳以上400万下       | ジョーサンクトウス | 18頭 | 11   | 16着 |
| 初勝利     | 1985年5月6日  | 3回京都6日7R  | 5歳以上400万下       | ダービーパワフル   | 12頭 | 9    | 1着  |
| 重賞初勝利 | 1987年10月4日 | 4回阪神8日11R | サファイヤステークス | マルブツロンリー   | 14頭 | 8    | 1着  |

### 主な騎乗馬
※括弧内は山田騎乗時の優勝重賞競走、太字はGI級レース、斜体は当時統一格付けのない地方主催の交流競走。
- マルブツロンリー（1987年サファイヤステークス）
- ミスティックスター（1989年マイラーズカップ・CBC賞・安田記念3着）
- マンジュデンカブト（1992年ブリーダーズゴールドカップ）
- ヤマニンフォックス（1994年中日新聞杯）
- ブリリアントロード（1999年新潟大賞典・新潟記念）
- テネシーガール（1999年ファンタジーステークス、2001年セントウルステークス・高松宮記念3着）
- ジョービッグバン（2000年中山金杯・小倉大賞典・宝塚記念3着）